# Strendur
Strendur è un paese delle Isole Fær Øer, capoluogo del comune di Sjóvar, situato nella parte meridionale dell'isola Eysturoy.
Strendur significa spiaggia in lingua faroese.
Nel 2002 aveva 816 abitanti. Il suo codice postale è FO 490.

## Infrastrutture e trasporti
Il paese è situato in corrispondenza di una delle due estremità sull'isola Eysturoy del tunnel dell'Eysturoy, che collega il centro abitato a Runavík e all'isola Streymoy, su cui è situata la capitale dell'arcipelago, Tórshavn.